# Mazra’at Sufi Kabir
Mazra’at Sufi Kabir (arab. مزرعة صوفي كبير) – wieś w Syrii, w muhafazie Aleppo, w dystrykcie Ajn al-Arab. W 2004 roku liczyła 1518 mieszkańców.